# Kongresszusi Lengyelország
Kongresszusi Lengyelország vagy Kongresszusi Királyság, formálisan Lengyel Királyság (lengyelül: Królestwo Polskie, Królestwo Kongresowe, Kongresówka, oroszul: Царство Польское / Carsztvo Polszkoje), a bécsi kongresszus döntése értelmében 1815-ben az Orosz Birodalom védnöksége alatt létrehozott autonóm alkotmányos Lengyel Királyság (németül: Kongreßpolen), a Napóleon francia császár által létrehozott, 1807–1815 között fennállt Varsói Hercegség egyik utódállama. A királyság perszonálunióban állt az Orosz Birodalommal, a lengyel királyi címet Oroszország mindenkori cárja viselte. Helyzete alig volt több bábállamnál, liberális alkotmánya révén mégis 1831-ig meg tudta őrizni különálló státuszát. Autonómiáját az orosz kormányzat az évek során fokozatosan csökkentette. Ez kiváltotta a lengyel országlakosok tiltakozását. Az 1830-as és 1860-as években nemzeti felkelések törtek ki. Az orosz hatalom ezeket véresen leverte, megtorlásul a Lengyel Királyság alkotmányos különállását teljesen megszüntette, és 1867-től az államot orosz tartományi szintre süllyesztve betagolta a cári birodalomba, Visztula menti határterület (Priviszlinszkij kraj) néven.

## Előzményei
A 18. század végére Lengyelországot belháborúk és külső támadások meggyengítették. A szomszédos nagyhatalmak, az Orosz Birodalom, a Porosz Királyság és az Osztrák Császárság több menetben felosztották területét egymás között: 1772-ben és 1793-ban egyre nagyobb területeket hasítottak le, majd 1795-ben teljesen bekebelezték az egész országot, az egységes lengyel állam megszűnt létezni. Varsó körzetében a poroszok új tartományt hoztak létre, Dél-Poroszország (Südpreußen) néven. Napóleon császár a negyedik koalíciós háború győzelmes lezárása után, az 1807-es tilsiti békeszerződésben a poroszoktól és az osztrákoktól visszavett lengyel területeken létrehozta a Varsói Hercegséget, a Francia Császárság csatlós államát, perszonálunióban saját szövetségesével, a Szász Királysággal. Varsó hercegének címét I. Frigyes Ágost szász király viselte.
Napóleon oroszországi veresége után, 1813-ban a cári csapatok megszállták a Varsói Hercegséget, felszámolták intézményeit. 1815-ben a bécsi kongresszus a győztes nagyhatalmak, elsősorban Oroszország igényei szerint újraosztotta a megszüntetett Varsói Hercegség területét.
A Porosz Királyság visszakapta az első (1772-es) felosztásakor megszerzett, de 1807-ben elvesztett északi és nyugati lengyel területeket, itt létrehozta a Poseni Nagyhercegséget, Posen (Poznań) székhellyel, összesen kb. 29 000 km² területtel. Ezen felül Poroszország megkapta még Lubawa, Thorn (Toruń) és Chełmno vidékét is.
A Varsói Hercegség területéből lecsípték még Krakkót és környékét. Erre Ausztria formált igényt, de a terület mégis semleges szabadállami státust kapott. Itt megalakult a kicsiny Krakkói Köztársaság, semlegességét a három szomszédos nagyhatalom garantálta. A kondomínium 1846-ig állt fenn, ekkor Ausztria annektálta.
A megszűnt Varsói Hercegség területének zömét, mintegy 128 000 km²-t a bécsi kongresszus az orosz cár védnöksége alá rendelte. Itt hivatalosan helyreállt a „Lengyel Királyság”, ismertebb nevén a Kongresszusi Lengyelország vagy Kongresszusi Királyság, – neve a bécsi kongresszusra utal – perszonálunióban az Orosz Birodalommal.

## A Kongresszusi Lengyel Királyság

### Megalakulása

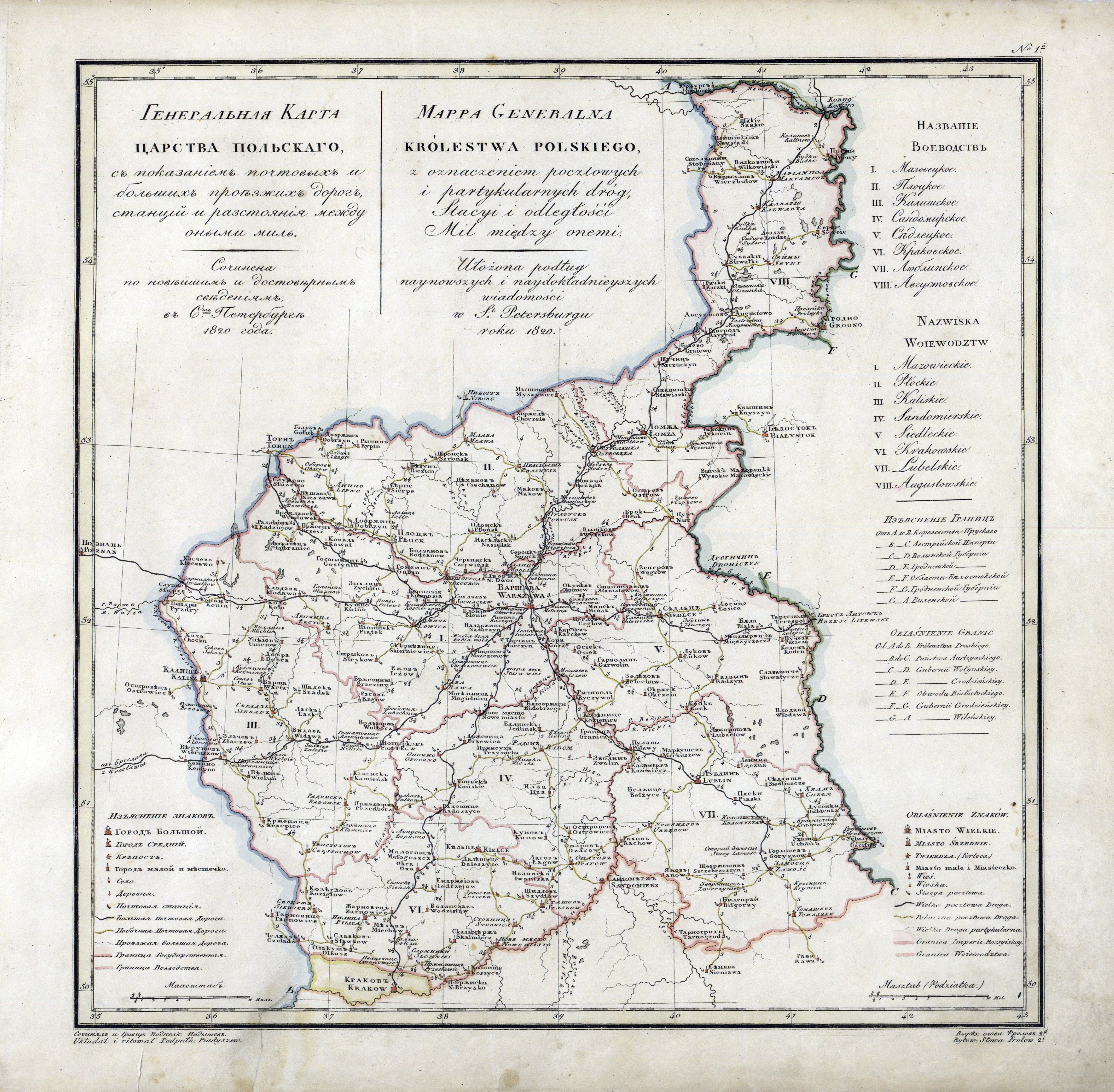
Kongresszusi Lengyel Királyság, 1820.

A bécsi kongresszus 1815. június 9-én kiadott záróhatározata a lengyel monarchiát a győztesek közt helyet foglalt Orosz Birodalom protektorátusaként állította helyre. A lengyel monarchia bizonyos autonómiát élvezett a birodalmon belül, ez jó részben I. Sándor orosz cár jó barátjának, Adam Jerzy Czartoryski hercegnek volt köszönhető. Az állam hivatalos neve a „Kongresszusi” Lengyel Királyság lett, utalva a bécsi kongresszusra.

### Az alkotmányos királyság

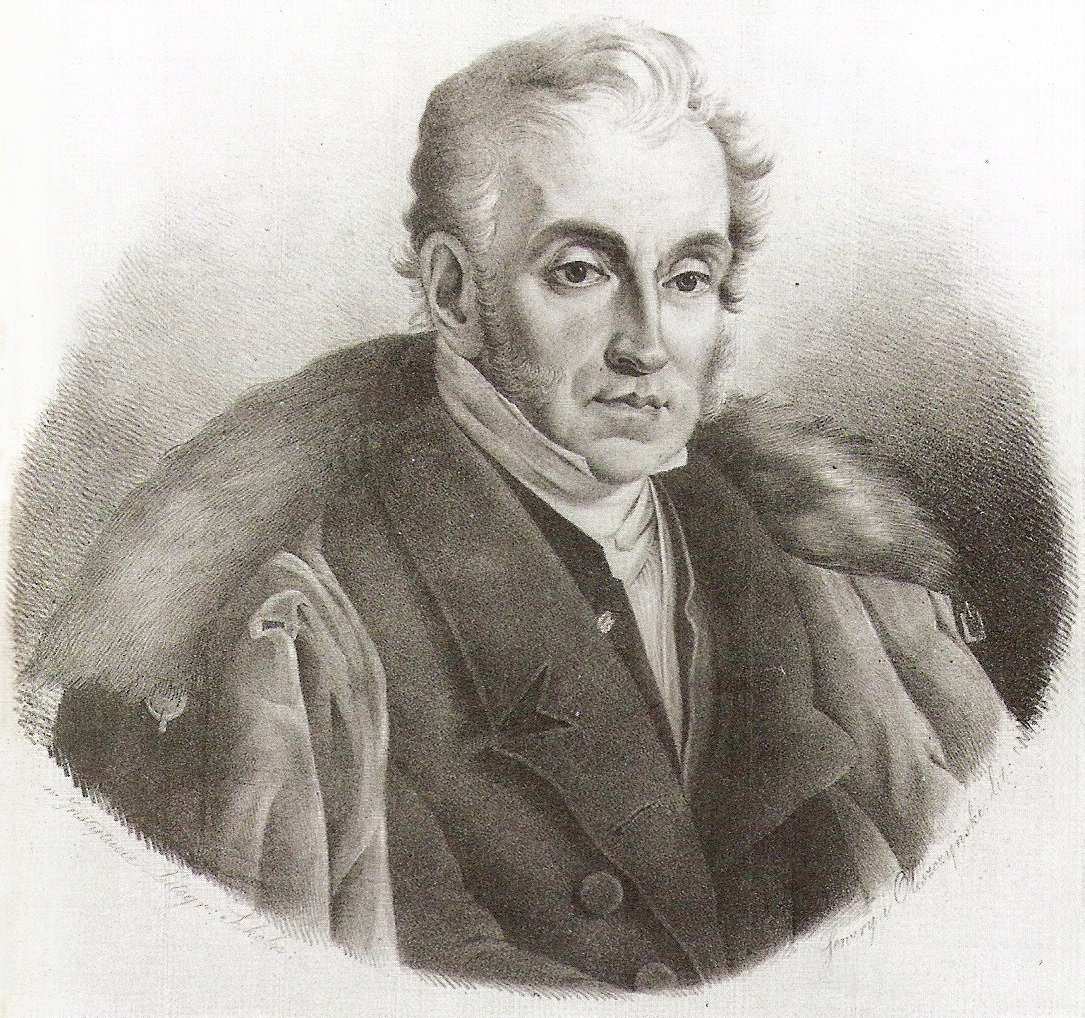
Adam Jerzy Czartoryski herceg

A Lengyel Királyság a bécsi kongresszus által 1815-ben meghatározott formájában fél-autonóm monarchia volt, perszonálunióban az Orosz Birodalommal. Uralkodója Oroszország cárja volt, ő viselte a lengyel királyi címet is. A Kongresszusi Királyság alkotmánya a 19. század egyik legliberálisabb alkotmányának számított. A bécsi kongresszus arra kötelezte I. Sándor cárt (lengyel királyi minőségében), hogy adjon alkotmányt a királyságnak az utolsó lengyel nemzeti alkotmány, az 1791-es alapjain. Az új 1815-ös alkotmány kidolgozásában jelentős részt vállalt Adam Jerzy Czartoryski herceg, I. Sándor személyes barátja, tapasztalt államférfi. A szöveg elkészítésében maga a cár és orosz tanácsadói is részt vettek. Sándor 1815. november 27-én írta alá. Oktrojált alkotmány volt, az uralkodó bocsátotta ki, nem a parlament szavazta meg. Szellemében hasonlított a megszüntetett Varsói Hercegség napóleoni alkotmányához, de erősebb jogokat adott a lengyel főnemességnek (a szlachtáknak), és megvont bizonyos korábbi jogokat a parasztságtól és a zsidóktól.
Az 1815-ös alkotmány előírása szerint a királyságot Államtanács vezette, amelyet két külön tanács alkotott: egyfelől az Államtanács Közgyűlése (Ogólne Zgromadzenie Rady Stanu) másfelől az Adminisztratív Tanács (Rada Administracyjna). Köznapi nyelvben „Államtanács” alatt általában az Államtanács Közgyűlését értették. Ezt 5 miniszter, 9 rendes tanácsos és változó számú rendkívüli tanácsos alkotta (őket az uralkodó delegálta), valamint a különböző államügyek szakreferensei. Az Államtanács törvényjavaslatokat és uralkodói dekrétumokat terjesztett a törvényhozó gyűlés, a szejm elé. Az Államtanács vonhatta felelősségre a hivatali visszaéléseket elkövető állami hivatalnokokat, és közigazgatási bíróságként működött. (Az Államtanácsot a lengyel alkotmány felfüggesztésével együtt, az 1831. novemberi felkelés után oszlatták fel.) A királyság saját parlamentje a szejm volt, amely a királynak volt felelős. A szejm törvényeket hozott, döntött az állami költségvetésről. A Kongresszusi Lengyelország saját hadsereggel rendelkezett, volt saját fizetőeszköze, a złoty, és saját büntető törvénykönyve. Területét rendes vámhatár választotta el az Orosz Birodalom többi részétől.

### A liberális alkotmány lebontása
A lengyel nemesség magasra értékelte saját szabadságjogait (aurea libertas), amelyek a korábbi nemesi köztársaságokban érvényre jutottak. Szembesülniük kellett azonban azzal, hogy Oroszország cárja „imperátor”, abszolút uralkodó, aki nem tűri uralkodói jogainak korlátozását. A szembeszegülőket elnyomta, az őt korlátozó törvényeket az orosz birodalmi tisztviselők figyelmen kívül hagyhatták.

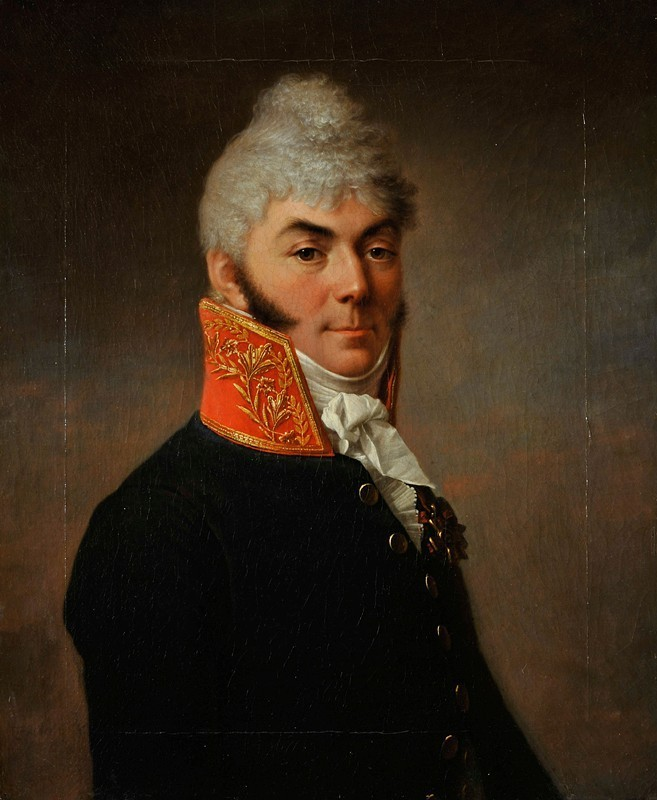
Nyikolaj Novoszilcev cári biztos

A cári autokrácia nem volt összeegyeztethető a lengyel liberális hagyományokkal és intézményekkel. A cár autokratikus törekvései erős ellenállásba ütköztek Lengyelországban, a központosító akaratot csak 15 év alatt sikerült rákényszeríteni a lengyelekre. Az első években I. Sándor cár még használta a „Lengyelország királya” címet, és elfogadta az alkotmány rendelkezéseit. Öccsét, Konsztantyin Pavlovics nagyherceget azonban rögtön 1815 júniusában kinevezte a lengyel (majd 1819-től még a litvániai) cári haderők főparancsnokává, diktátori jogokkal ruházta fel, akinek hatalma meghaladta a hivatalosan kinevezett cári helytartó (namiestnik) hatáskörét is.
A bécsi kongresszus lezárása után Oroszország szinte azonnal negligálni kezdte a lengyel alkotmányt. Az ifjú korában liberális eszmékért lelkesedő I. Sándor cár 1819-ben eltörölte a sajtószabadságot és bevezette a kötelező cenzúrát. Ez kiváltotta a lengyelek ellenállását. Az elégedetlenkedőket az orosz titkosrendőrség, az Ohrana vette üldözőbe, amelyet a lengyel-ellenességéről hírhedt Nyikolaj Novoszilcev jogász, a lengyel államtanácsba delegált cári biztos (1810-ig az Orosz Tudományos Akadémia elnöke) irányított. Javaslatára 1821-ben a cár betiltotta a lengyel titkos társaságokat, köztük a szabadkőműveseket, a lengyel hazafias hagyományok gondozóit. 1825-től megszüntették a szejm üléseinek nyilvánosságát, a tényleges végrehajtó hatalom az Államtanács kezébe ment át. Konsztantyin nagyherceg minden eszközzel üldözte a liberalizmust, a lengyel tisztviselők helyére oroszokat ültetett. 1820-ban azonban feleségül vette a lengyel Joanna Grudzińska grófnőt, akinek hatására valamelyest enyhített addigi szélsőséges lengyel-ellenes politikáján.

### Interregnum és uralkodóváltás
1825-ben I. Sándor cár meghalt. Az öröklés törvényes rendjében legidősebb öccse, Konsztantyin Pavlovics nagyherceg követte volna, de ő (válása és morganatikus házassága miatt) már korábban, 1820-ban titokban lemondott trónöröklési jogáról, de megtartotta Lengyelország katonai főkormányzójának címét. Szigorúan titkos (halála esetére előkészített) rendeletében I. Sándor ezért nem is őt, hanem harmadik fivérüket, Nyikolaj Pavlovics nagyherceget jelölte utódjául. A titkosság miatt I. Sándor halálhírének nyilvánosságra kerülésekor, 1825 december elején zavar és interregnum keletkezett, kitört az ún. „dekabrista felkelés”. A felkelők Konstantin nagyherceget kívánták cárnak és alkotmányos monarchiát követeltek. A megmozdulást rövid idő alatt véresen leverték, I. Miklós cár december végén rendben trónra lépett, de ettől kezdve bizalmatlanul tekintett bátyjára. Eltérő politikai koncepciójuk miatt a két fivér gyakran vitában állt egymással, az 1828–1829-es orosz–török háborúban a Konstantinhoz lojális lengyel hadsereget nem is vetették be. Miklóst 1829. május 24-én Varsóban Lengyelország királyává koronázták annak ellenére, hogy a cár visszautasította, hogy esküt tegyen a lengyel alkotmányra.

### Az 1830–31-es felkelés és következményei

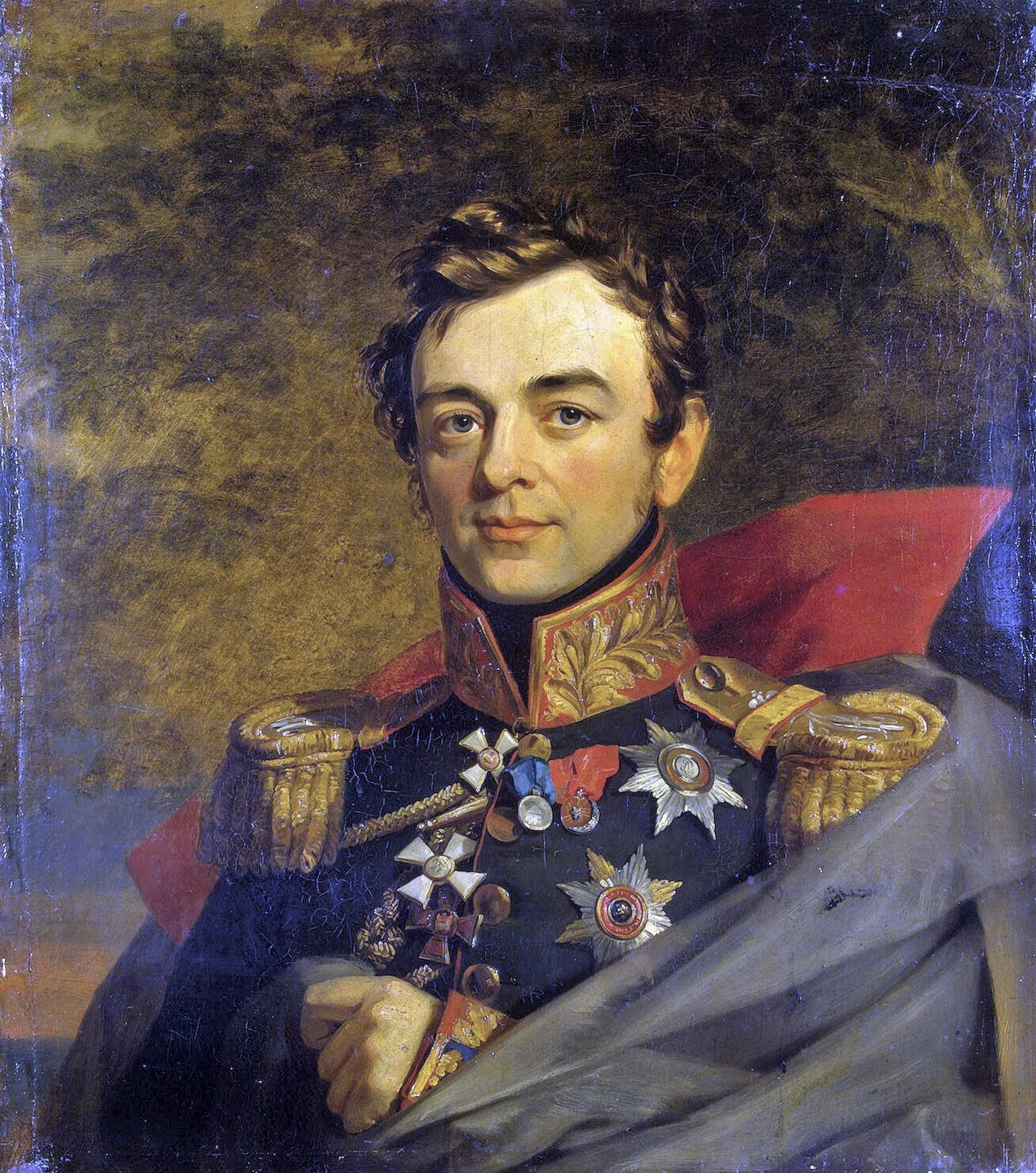
Paszkevics herceg, cári tábornagy, Varsó kormányzója

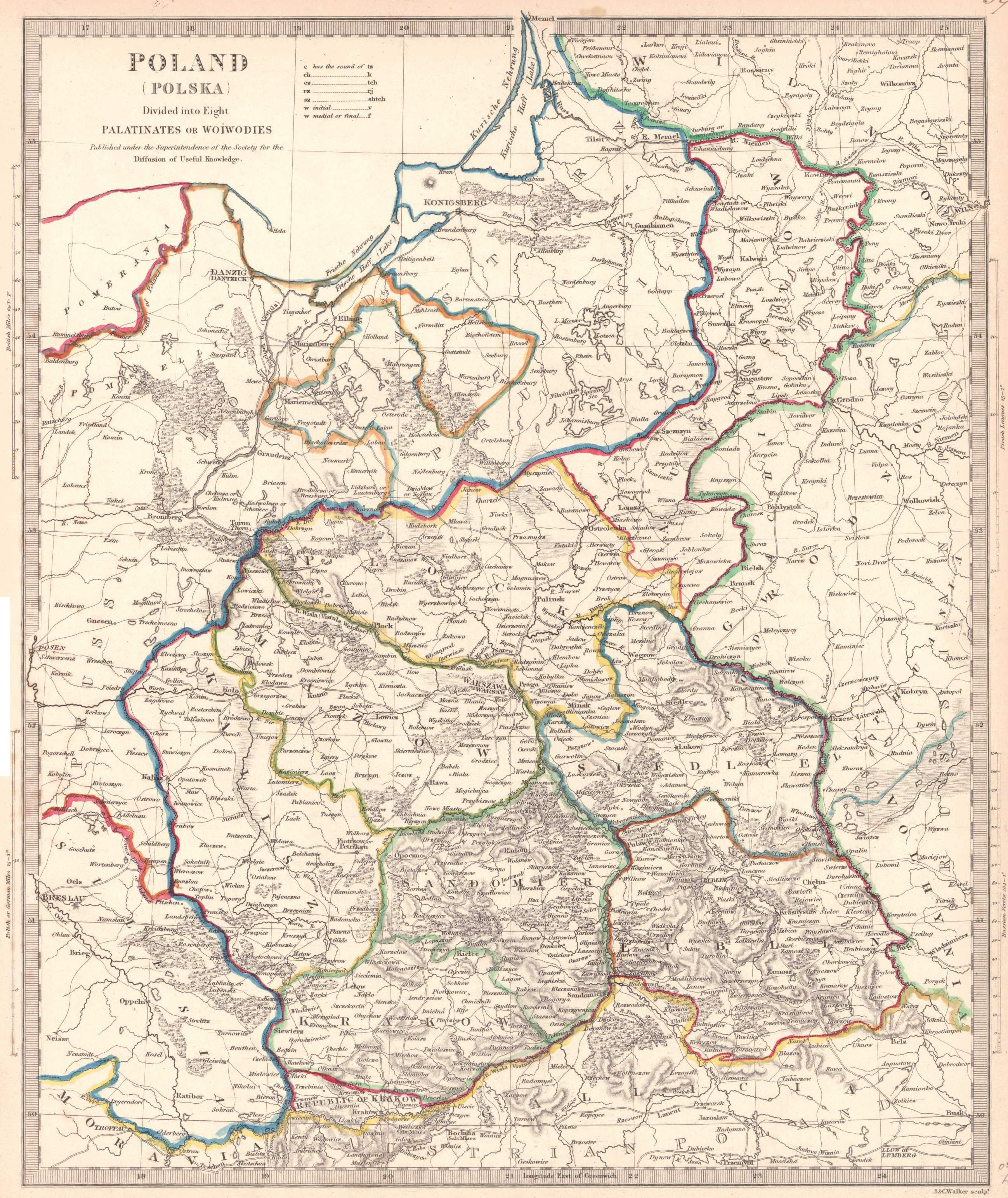
A Kongresszusi Lengyelország közigazgatási beosztása (1831)

Az 1830-as európai forradalmi események (a júliusi francia forradalom és az augusztusi belgiumi felkelés) hatására 1830 novemberében Varsóban is nemzeti felkelés tört ki, alapvetően Belgiumból és Franciaországból hazatérő emigránsok vezetésével. A szejm I. Miklós cárt megfosztotta lengyel királyi címétől. Konstantin nagyherceget meglepetésként érte a lázadás ténye, és a lengyel sorezredek csatlakozása a felkelőkhöz. A lázadók merényletet kíséreltek meg ellene palotájában, de el tudott menekülni. Miklós cár energikus megtorló intézkedéseket sürgetett, orosz ezredek bevetésével, Konstantin habozott, úgy vélte, orosz haderő beavatkozása sérti Lengyelország alkotmányát, és elmérgesíti a viszonyt az uralkodóval. Mégis a Birodalomba távozott, zavart okozva a benne bízó mérsékelt lengyelek soraiban. (1831-ben elhunyt kolerában). Miklós cár Paszkevics herceg tábornagyot küldte Lengyelországba, aki orosz ezredek bevetésével 1831-re kíméletlenül leverte a felkelést.
Paszkevicset a cár Varsó hercegévé emelte, helytartóvá (namesztnyik) nevezte ki. A bécsi kongresszus határozatai végképp érvényüket vesztették, megkezdődött a lengyel alkotmányos különállás teljes felszámolása. 1832-ben a cár felfüggesztette az 1815-ös alkotmányt, helyette Paszkevics tábornagy 1832. március 25-én (Julián-naptár sz. március 13-án) Varsóban életbe léptette az ún. „organikus statútumot” (lengyelül: Statut Organiczny dla Królestwa Polskiego). A cári statútum (rendelet) értelmében megszűnt az orosz–lengyel perszonálunió, Lengyelország az Orosz Birodalom „örökös és elválaszthatatlan” részévé vált. Miklós cár feloszlatta a lengyel törvényhozást, szejmet és a lengyel települések önkormányzatait is. A lengyel hadsereget beolvasztották az orosz haderőbe. Formálisan fennmaradt az Államtanács intézménye, változatlan szervezeti felállásban, de jogait korlátozták, a cári helytartó hatáskörét kiterjesztették az Államtanács felügyeletére is.
A felkelés katonai vezetői külföldre menekültek, közülük többen (így Bem József is) részt vettek a népek tavasza forradalmi eseményeiben, Itáliában és Magyarországon. Az elfogott vezetőket halálra ítélték, elkobzott birtokaikat orosz tábornokoknak osztották szét. Erőszakos oroszosítás (russzifikáció) kezdődött. Az 1816-ban megnyitott Varsói Egyetemet és a többi lengyel oktatási intézményt bezárták. (Csak 1857-ben nyitották meg újra). Minden szervezetet, gyülekezést betiltottak. Magáncélú összejöveteleket csak úgy engedélyeztek, ha azon egy cári hivatalnok személyesen jelen lehetett. Minden köztisztviselőnek kötelezővé tették az orosz nyelv ismeretét és használatát. Könyvek, zeneművek kiadásánál, előadásánál a legszigorúbb cenzúrát vezették be. 1835-ben, egy Varsóban elmondott beszédében Miklós cár nyers nyíltsággal fogalmazott: „Ha Önök továbbra is külön nemzethez tartozásról, független Lengyelországról és hasonló agyszüleményekről álmodoznak, nagy bajt hoznak magukra. Varsóban citadellát építtettem, és a nyugtalanság legkisebb jelére lövetni fogom a várost.”

### A krími háború hatása

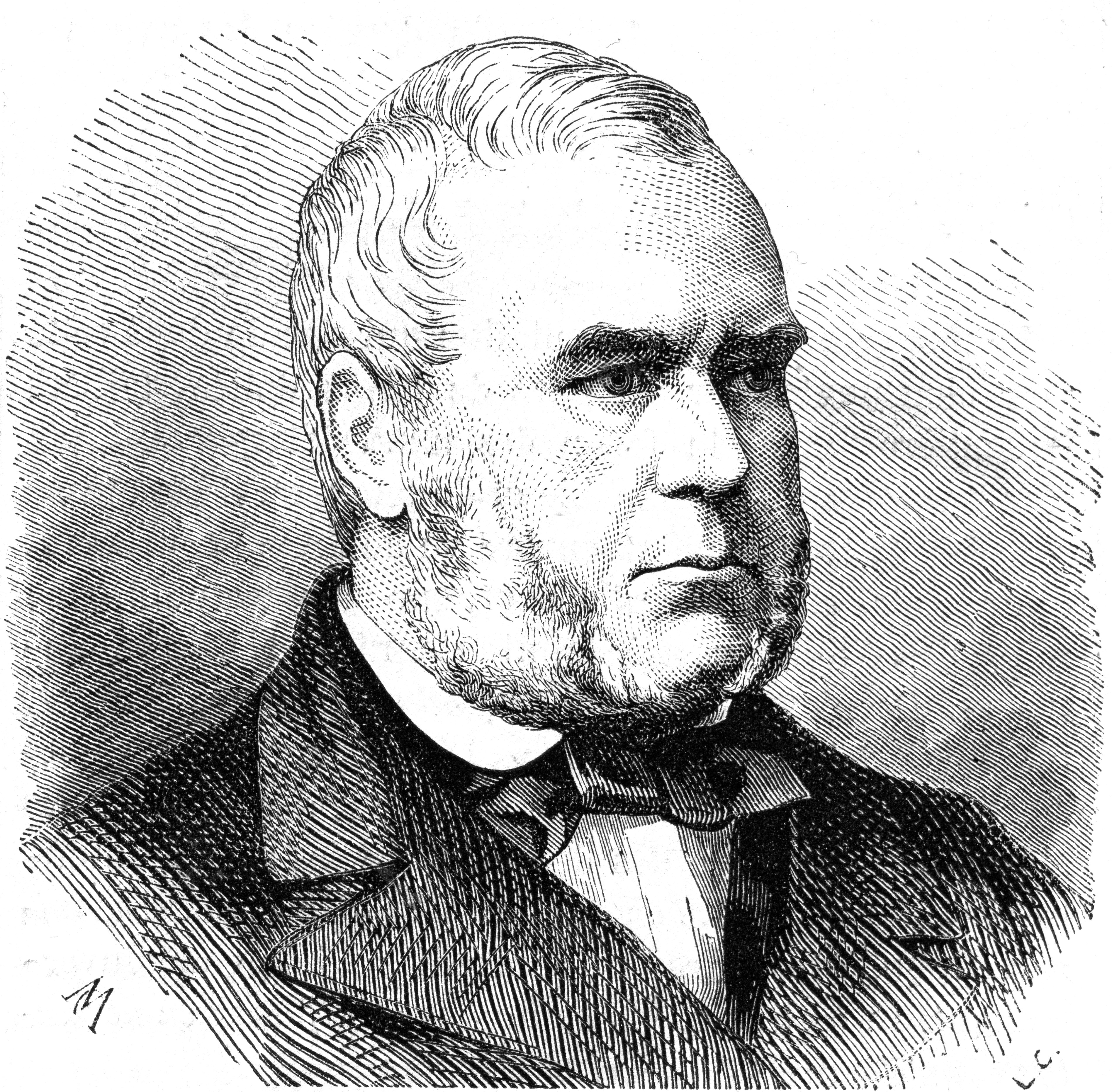
Aleksander Wielopolski

1855 márciusában I. Miklós elhunyt. Fia, II. Sándor a krími háborús vereséget örökölte. Az 1856-os párizsi békeszerződésben Oroszország elvesztette a napóleoni háborúkban kivívott vezető szerepét, rendszerét csak sürgős reformokkal lehetett átmenteni. A cár enyhített a lengyelországi elnyomó intézkedéseken, 1861-ben kiadta a jobbágyfelszabadításról szóló rendeletét. Ennek ellenére Lengyelországban és Litvániában ismét lázadások törtek ki. Ismét bevezették a rendkívüli állapotot.
1862-ben Varsóban megalakult az első, csak lengyel miniszterekből álló polgári kormány, élén a mérsékelt konzervatív (bár oroszbarát) Aleksander Wielopolski gróffal, aki már 1831 óta a lengyel autonómia részleges helyreállításáért, az iskolák megnyitásáért küzdött. A miniszterelnök az eltörölt jobbágyság helyett bevezette a földbérleti rendszert, korlátozta a földbirtokosok elnyomó jogait. A civil közigazgatásból kitette az orosz tisztviselőket, helyükre lengyeleket ültetett. Megreformálta az oktatási rendszert, új iskolákat alapított, a zsidó kisebbség egyenjogúsítását kimondó törvényt fogadtatott el. A Lengyel Királyság jövőjét azonban az Orosz Birodalom keretein belül képzelte el, így szembekerült a függetlenséget követelő nemzeti mozgalommal. Wielopolski rendeletet adott ki, amelynek értelmében a lázongókat 15–20 évre besorozhatják a cári haderőbe. A radikálisok ellen irányuló rendelet azonban ellentétes hatást váltott ki: az ország megtelt a besorozás elől bujdosókkal, majd 1863 januárjában fegyveres oroszellenes felkelés tört ki. 1863 júliusában Wielopolski megbukott és elhagyta az országot.

### Az 1863–65-ös felkelés és következményei

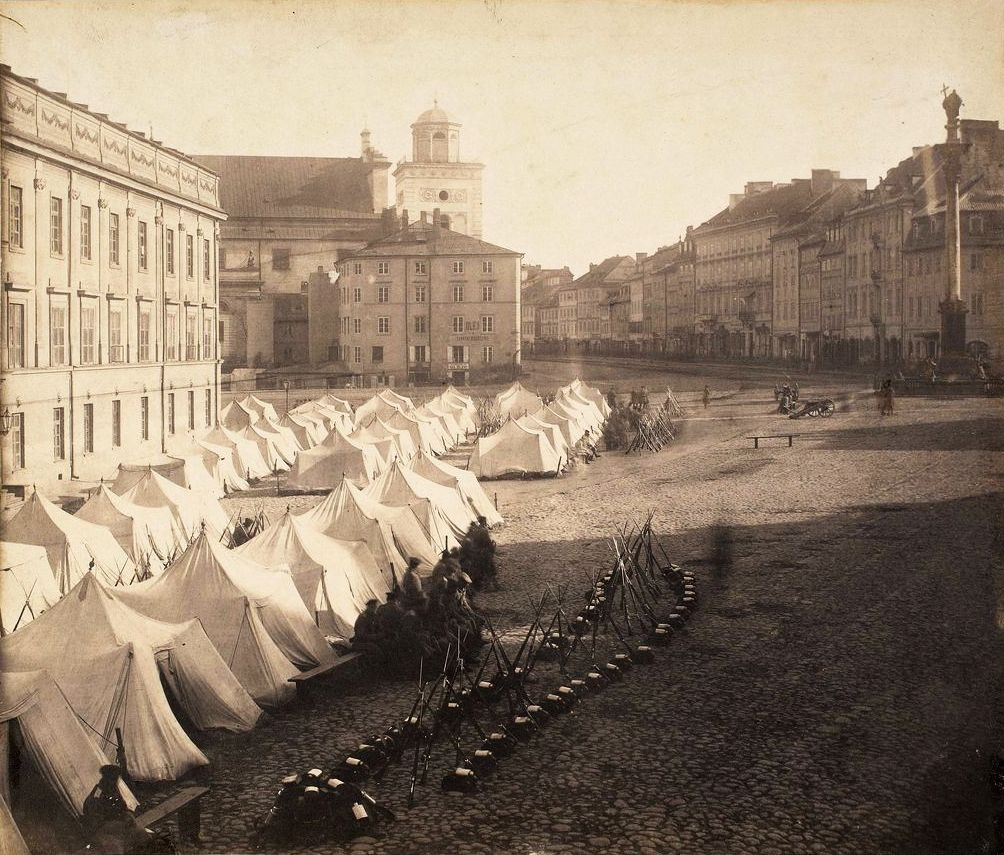
Orosz csapatok Varsóban, 1861.

Az 1860-as évek elején kitört lázongások ideológiai alapját az olasz risorgimento mozgalom 1859-ben a Habsburg Birodalom ellen elért katonai sikerei adták. Belső támogatást kapott a mozgalom, amikor a lengyel férfiakat tömegesen kezdték besorozni a cári haderőbe. A katonafogdosás (branka) elől menekülők tömegei, a függetlenségért küzdő lengyel nemesség által is támogatott) nemzeti mozgalom vezetésével 1863 január 2-án kirobbantották az ún. januári felkelést (lengyelül: powstanie styczniowe), amelyhez sok lengyel politikus és a cári haderőben szolgáló lengyel tiszt is csatlakozott. Illegális nemzeti kormány alakult, amely az ellenőrzése alatt álló területeken saját rendeleteket adott ki, földbirtokreformot kezdeményezett. A néhány ezer főből álló felkelő hadsereg alapvetően gerillaháborút folytatott a túlerőben lévő, jól felszerelt cári hadsereg ellen. A felkelés vezetői azonban nem voltak egységesek, a külső támogatás a lengyel emigrációt megosztó viták és az európai kormányok érdektelensége miatt elmaradt. A parasztság nagy tömegeit sem sikerült a felkelés oldalára vonni. A felkelők így is kitartottak két éven át. 1865-re az orosz hadsereg leverte a felkelést. Drasztikus megtorló intézkedések következtek. Az elfogott lengyel és litván felkelők ezreit nyilvánosan kivégezték, a támogatókat családjukkal együtt Szibériába deportálták, vagyonukat elkobozták és elárverezték, vagy orosz tiszteknek adták. Az intézkedések a lengyel értelmiség és nemesség meggyengítését, a teljes eloroszosítás felgyorsítását szolgálták.

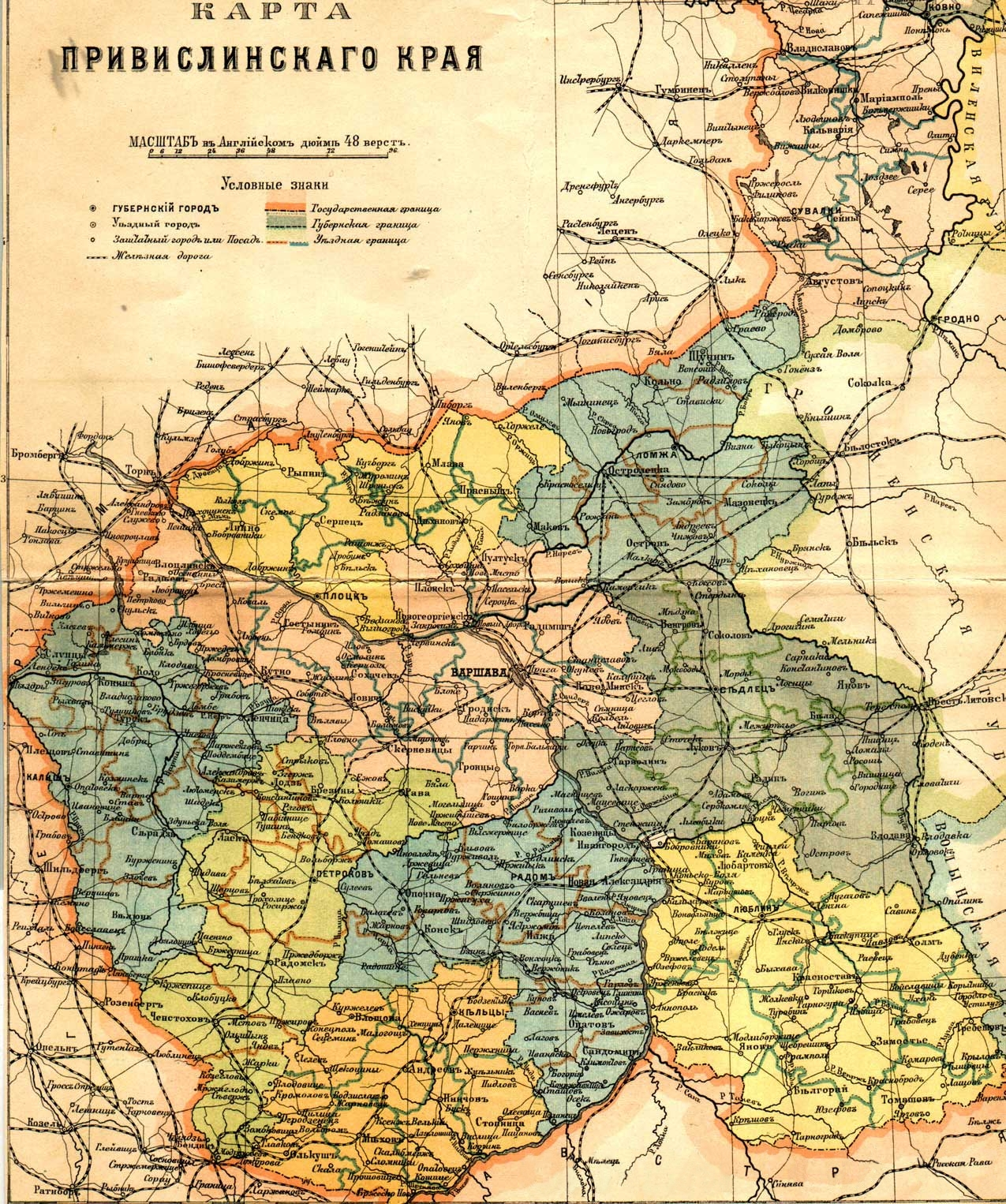
Az Orosz Birodalom Visztula menti határterülete (19. század vége): „lengyel kormányzóságok”, az egykori „Kongresszusi Lengyelország”

### Teljes beolvasztás az Orosz Birodalomba
1867-ben az orosz kormány hivatalosan megszüntette a lengyel helytartói intézményt, helyére „Varsó főkormányzója” (Generał-Gubernator Warszawscy) lépett. A cár eltörölte a Kongresszusi Lengyel Királyság címerét. Az országot közvetlenül betagolták a cári birodalomba. Orosz tartományként 10 kormányzóságra osztották. Eredeti nevét, a Lengyel Királyságot, melyet még 1815-ben a bécsi kongresszus határozott meg, formálisan nem törölték el, de a hivatalos orosz kormányzati és közigazgatási aktákban fokozatosan bevezették a Visztula menti határterület (oroszul: Привислинский Край / Priviszlinszkij Kraj; lengyelül: Kraj Nadwiślański) elnevezést. Az 1880-as évektől már kizárólagosan ezt használták. Az orosz hivatalos nyelvezet kerülte a „Lengyelország” fogalmat, még földrajzi elnevezésként sem használta többé.

## A Kongresszusi Lengyel Királyság uralkodói
- 1815–1825: I. Sándor orosz cár, Lengyelország királya
- 1825–1830: I. Miklós orosz cár, Lengyelország királya (1830–31 között trónjától megfosztva)
- 1832: A Lengyel Királyság autonómiájának eltörlése, Lengyelország de facto orosz tartomány.
- 1831–1855: I. Miklós orosz cár
- 1855–1881: II. Sándor orosz cár
- 1867: A volt Lengyel Királyság elnevezését hivatalosan is Visztula menti határterületre (oroszul: Привислинский край, lengyelül: Kraj Nadwiślański) változtatták. Ez a helyzet az 1915-ös orosz visszavonulásig és német–osztrák–magyar megszállásig maradt fenn.

## Lengyelország helytartói
A Lengyel Királyi haderő főparancsnoka
- 1815–1830: Konsztantyin Pavlovics nagyherceg (a helytartó fölé rendelve)

A Lengyel Királyság helytartója (Namiestnik Królestwa Polskiego)
- 1815–1826: Józef Zajączek lengyel tábornok
- 1826–1831: betöltetlen, kormányzótanács képviseli
- 1831–1855: Ivan Fjodorovics Paszkevics herceg, tábornagy
- 1855–1861: Mihail Dmitrijevics Gorcsakov herceg, tábornok (1861. május 3-ig)
- 1861. május 16. – augusztus 1.: Nyikolaj Onufrijevics Szuhozanet tüzértábornok
- 1861. augusztus – október: Karl Karlovics Lambert gróf, lovassági tábornok (Karol Karłowicz Lambert)
- 1861. október 11. – október 22.: Nyikolaj Onufrijevics Szuhozanet tábornok, másodszor
- 1861. november – 1862 június: Alekszandr Nyikolajevics Lüders gyalogsági tábornok
- 1862. június – 1863. október 31.: Konsztantyin Nyikolajevics nagyherceg
- 1863. október – 1874: Friedrich Wilhelm Rembert von Berg gróf, tábornagy (Fjodor Fjodorovics Berg)

1867-től a „helytartó” (Namiestnik Królestwa Polskiego) elnevezést hivatalosan is megszüntették, helyébe a „Varsó főkormányzója” (Generał-Gubernator Warszawscy) elnevezést léptették.

## Lásd még
- Lengyelország három felosztása
- Varsói Hercegség (1807–1815)
- Bécsi kongresszus (1814–1815)
- Krakkói Köztársaság (1846-ig)
- Galícia (Galícia és Lodoméria Királyság)
- Poseni Nagyhercegség (1848-ig), Posen tartomány (1848-tól)